# Ralph Stöckli
Ralph Stöckli, född den 23 juli 1976 i Uzwil, Schweiz, är en schweizisk curlingspelare.
Han tog OS-brons i herrarnas curlingturnering i samband med de olympiska curlingtävlingarna 2010 i Vancouver.